# Time Sharing Option
Time Sharing Option（タイム・シェアリング・オプション、TSO）とは、MVS や OS/390 や z/OS のような IBM メインフレームコンピュータのオペレーティングシステムで使われる相互対話式のコマンドラインインタープリタである。
UNIX の Bash や Windows の cmd と同じ役割をする。TSO は、システム管理者やプログラマに使用される。
1960年代にタイムシェアリングシステムが登場したときは、それはオプションの機能と目されていたので、TSO は OS/360 のオプションとして生まれた。
TSO は単独で使われることは稀で、通常は ISPF を通して用いられる。ISPF は、ユーザーがメニューをカスタマイズでき、メニュードリブンインタラクションなコマンドラインインタプリタ環境を提供する。TSO と ISPF を併せて TSO/ISPF と称する。

## 関連著作
- 『MVS TSO』著 Doug Lowe Mike Murach & Associates Inc ISBN 0911625577